# Paramaxates polygrapharia
Paramaxates polygrapharia là một loài bướm đêm trong họ Geometridae.